# Багатофазна фільтрація
Багатофазна фільтрація (англ. multi-phase filtration, multi-stage filtration; нім. Mehrphasenfiltration f) – сумісна течія в пористому чи тріщинуватому середовищі газу і декількох рідин або розчинів і емульсій. Швидкість фільтрації кожної фази залежить (згідно з узагальненим законом Дарсі) від фазової проникності, в’язкості фази і ґрадієнта тиску; компонентний вміст визначається фазовим станом (фазовий стан часто береться рівноважним внаслідок малих швидкостей фільтрації і великої поверхні розділу фаз у пористому середовищі). 

## Приклади
Найпростіший приклад багатофазної фільтрації – сумісна фільтрація в гірських породах газу, нафти і води; виникає в основному під час розробки нафтогазових родовищ з використанням заводнення. 
Складніший приклад – сумісна фільтрація суміші вуглеводневих газів з діоксидом вуглецю і рідин (вода з розчиненим у ній діоксидом вуглецю, розчин діоксиду вуглецю в легких фракціях нафти, а також важкі фракції нафти). Остання виникає під час розробки нафтогазоконденсатних родовищ, в газі газової шапки яких міститься діоксид вуглецю, методом заводнення, а також під час витіснення нафти з пластів діоксидом вуглецю, а згодом водою.